# Анфёров, Николай Андреевич
Николай Андреевич Анфёров (23 мая 1954, Уфа — 6 апреля 2013) — советский хоккеист, защитник, тренер. Мастер спорта СССР.

## Биография
Старший брат хоккеиста Михаила Анфёрова.
Бо́льшую часть карьеры провёл в СК имени Салавата Юлаева (Уфа) — сезоны-1972/73 — 1973/74, 1975/76 — 1980/81, 1982/83 — 1983/84. Также выступал за СКА Куйбышев (1972/73 — 1975/76), «Бинокор» Ташкент (1981/82 — 1982/83), «Авангард» Уфа (1985/86 — 1987/88).
В течение трёх лет тренировал команду спортивного клуба имени Гастелло в первенстве Башкирии. Работал на уфимском моторостроительном объединении.
В 2010 году перенёс ампутацию ноги. Скончался 6 апреля 2013 года на 59 году жизни.